# Vlag van Louisiana
De vlag van Louisiana toont een blauw veld met daarop een moederpelikaan in haar nest met drie jonge pelikanen boven een lint met daarop het motto van Louisiana, Union, Justice and Confidence ("Eenheid, Rechtvaardigheid en Vertrouwen").

## Symboliek
In de middeleeuwen beschouwde men de pelikaan als zeer vriendelijk voor zijn jongen, omdat het dier zijn eigen bloed zou geven als er geen ander voedsel voorhanden is. Als gevolg daarvan werd de pelikaan een symbool van christelijke naastenliefde. Op de vlag van Louisiana laat de moederpelikaan haar borst verwonden door haar jongen zodat die toch gevoed worden.
De pelikaan is niet alleen te vinden op de vlag van Louisiana, maar ook op het zegel van Louisiana. Daarnaast wordt de vogel zelf ook gezien als een symbool van de staat.

## Geschiedenis
Vóór 1861 had Louisiana geen officiële vlag, hoewel men vaak wel vlaggen gebruikte die sterk leken op het huidige ontwerp. In januari 1861, nadat Louisiana zich aansloot bij de Geconfedereerde Staten van Amerika, ging men een ander ontwerp gebruiken, gebaseerd op de Franse vlag. Een maand later werd voor het eerst een officiële vlag aangenomen, bestaande uit dertien rode, witte en blauwe strepen en een rood kanton met een gele ster. Deze vlag werd gebruikt tot het einde van de Amerikaanse Burgeroorlog.
In de jaren na de burgeroorlog, en ook tijdens deze strijd, bleef men officieel vlaggen met een pelikaan gebruiken. Op 1 juli 1912 werd dan voor het eerst de pelikaanvlag aangenomen.
|  |  |  |  |

In de 19e eeuw was het in Louisiana een traditie om vlaggen te gebruiken met daarop een pelikaan met drie druppels bloed op zijn borst. Na enige tijd stierf deze traditie uit, tot een lid van het staatsparlement daarvan in de 21e eeuw door een kind op de hoogte werd gesteld. In 2006 werd de vlag uit 1912 aangepast door toevoeging van drie druppels bloed op de borst.
In november 2010 werd een nieuwe versie van de vlag "Een pelikaan in zijn vroomheid" onthuld. De nieuwe vlag was het resultaat van een wetsvoorstel dat tijdens de legislatuur van 2006 werd aangenomen en dat een gestandaardiseerde vlag wettelijk verplicht stelde en om de strijd aan te gaan met het feit dat er nog steeds verschillende versies van de alternatieve vlag (zonder de bloeddruppels) uit 1912 in omloop waren.